# New York Film Critics Circle Award/Bester fremdsprachiger Film

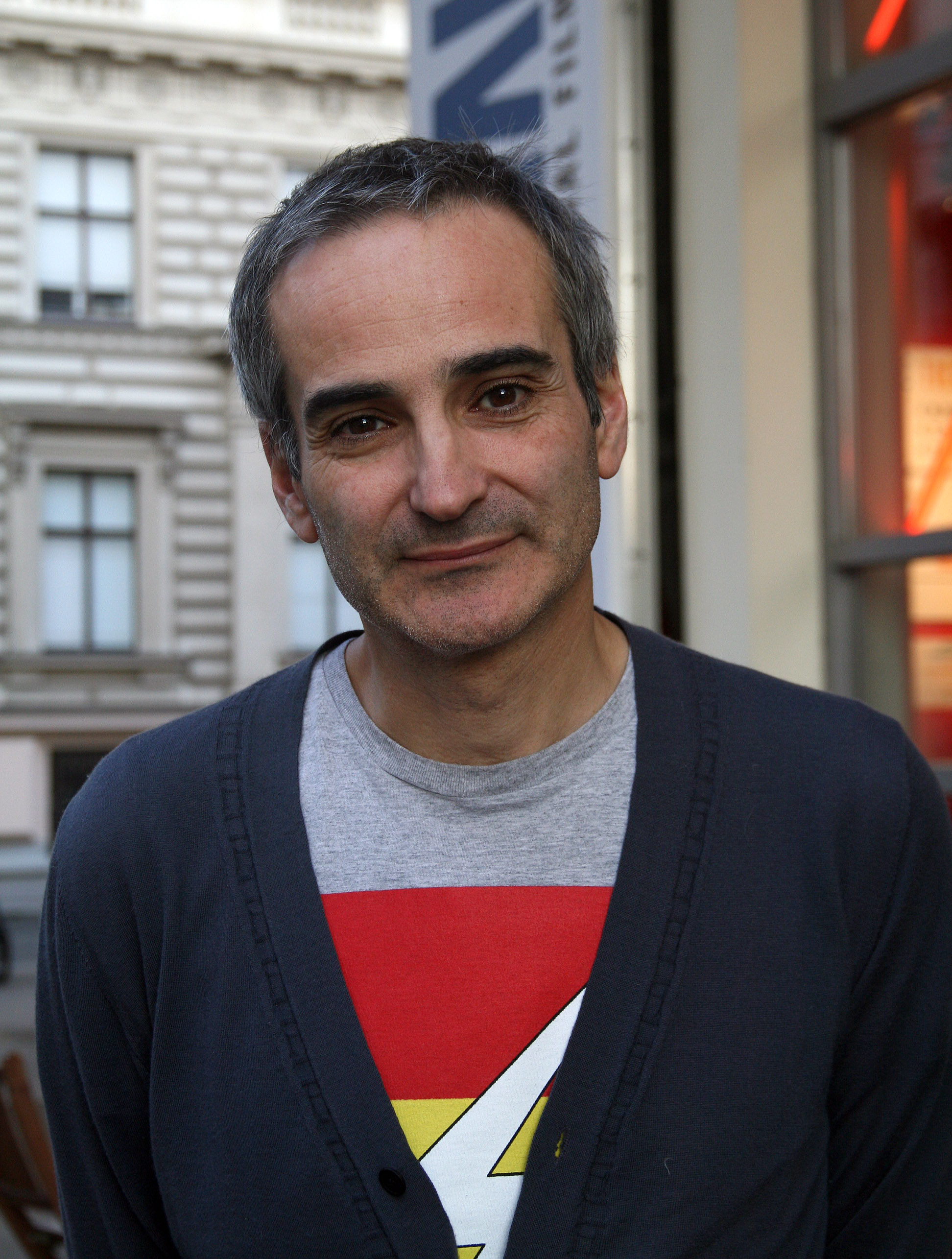
2009 und 2010 erfolgreich: der Franzose Olivier Assayas (L’heure d’été und Carlos – Der Schakal)

Gewinner des Preises des New York Film Critics Circle in der Kategorie Bester ausländischer Film (Best Foreign Film). 
Am häufigsten mit dem Preis ausgezeichnet wurden die Werke französischer Filmregisseure (24 Siege), gefolgt von ihren Kollegen aus Italien, Schweden und Spanien (je 6 Siege). Am erfolgreichsten in dieser Kategorie war der italienische Filmregisseur Federico Fellini, dessen Filme es zwischen 1956 und 1965 auf vier Auszeichnungen brachten, gefolgt vom Spanier Pedro Almodóvar, den Italienern Vittorio De Sica, Roberto Rossellini und dem Franzosen Alain Resnais mit je drei Siegen.
13 Mal gelang es der Filmkritikervereinigung vorab den Oscar-Gewinner zu präsentieren, zuletzt 2012 geschehen, mit der Preisvergabe an Ida des polnischen Regisseurs Paweł Pawlikowski. 2007 wurde mit Florian Henckel von Donnersmarcks Das Leben der Anderen rückwirkend der Academy-Award-Gewinner ausgezeichnet. Es war die zweite Prämierung einer deutschsprachigen Filmproduktion nach 1939, als Géza von Bolvárys Ernte siegreich war. 2012 wurde der französischsprachige Film Liebe von Michael Haneke geehrt, während 2016 die deutsch-österreichische Koproduktion Toni Erdmann von Maren Ade siegreich war.
Die Jahreszahlen der Tabelle nennen die bewerteten Filmjahre, die Preisverleihungen fanden jeweils im Folgejahr statt. 
| Jahr       | Preisträger                                    | Deutscher Titel                            | Regie                                    |
| ---------- | ---------------------------------------------- | ------------------------------------------ | ---------------------------------------- |
| 1936       | La kermesse héroïque                           | Die klugen Frauen                          | Jacques Feyder                           |
| 1937       | Mayerling                                      | Mayerling                                  | Anatole Litvak                           |
| 1938       | La grande illusion                             | Die große Illusion                         | Jean Renoir                              |
| 1939       | Ernte                                          | Die Julika                                 | Géza von Bolváry                         |
| 1940       | La Femme du boulanger                          | Die Frau des Bäckers                       | Marcel Pagnol                            |
| 1941– 1945 | Preis nicht vergeben                           | Preis nicht vergeben                       | Preis nicht vergeben                     |
| 1946       | Roma, città aperta                             | Rom, offene Stadt                          | Roberto Rossellini                       |
| 1947       | Vivere in pace                                 | In Frieden leben                           | Luigi Zampa                              |
| 1948       | Paisà                                          | Paisà                                      | Roberto Rossellini                       |
| 1949       | Ladri di biciclette*                           | Fahrraddiebe                               | Vittorio De Sica                         |
| 1950       | L'Amore                                        | Amore                                      | Roberto Rossellini                       |
| 1951       | Miracolo a Milano                              | Das Wunder von Mailand                     | Vittorio De Sica                         |
| 1952       | Jeux interdits                                 | Verbotene Spiele                           | René Clément                             |
| 1953       | Justice est faite                              | Schwurgericht                              | André Cayatte                            |
| 1954       | 地獄門 (Jigokumon)*                            | Das Höllentor                              | Teinosuke Kinugasa                       |
| 1955       | Umberto D                                      | Umberto D.                                 | Vittorio De Sica                         |
| 1955       | Les Diaboliques                                | Die Teuflischen                            | Henri-Georges Clouzot                    |
| 1956       | La Strada*                                     | La Strada – Das Lied der Straße            | Federico Fellini                         |
| 1957       | Gervaise                                       | Gervaise                                   | René Clément                             |
| 1958       | Mon oncle*                                     | Mein Onkel                                 | Jacques Tati                             |
| 1959       | Les quatre cents coups                         | Sie küßten und sie schlugen ihn            | François Truffaut                        |
| 1960       | Hiroshima mon amour                            | Hiroshima, mon amour                       | Alain Resnais                            |
| 1961       | La dolce vita                                  | Das süße Leben                             | Federico Fellini                         |
| 1962       | Preis nicht vergeben                           | Preis nicht vergeben                       | Preis nicht vergeben                     |
| 1963       | 8½*                                            | Achteinhalb                                | Federico Fellini                         |
| 1964       | L'homme de Rio                                 | Abenteuer in Rio                           | Philippe de Broca                        |
| 1965       | Giulietta degli spiriti                        | Julia und die Geister                      | Federico Fellini                         |
| 1966       | Obchod na korze*                               | Das Geschäft in der Hauptstraße            | Ján Kadár Elmar Klos                     |
| 1967       | La Guerre est finie                            | Der Krieg ist vorbei                       | Alain Resnais                            |
| 1968       | Война и мир (Woina i mir)*                     | Krieg und Frieden                          | Sergei Bondartschuk                      |
| 1969– 1977 | Preis nicht vergeben                           | Preis nicht vergeben                       | Preis nicht vergeben                     |
| 1978       | Pane e cioccolata                              | Brot und Schokolade                        | Franco Brusati                           |
| 1979       | L'albero degli zoccoli                         | Der Holzschuhbaum                          | Ermanno Olmi                             |
| 1980       | Mon Oncle d'Amérique                           | Mein Onkel aus Amerika                     | Alain Resnais                            |
| 1981       | Pixote: A lei do mais fraco                    | Asphalt-Haie                               | Héctor Babenco                           |
| 1982       | Megáll az idö                                  | Die Zeit bleibt stehen                     | Péter Gothár                             |
| 1983       | Fanny och Alexander*                           | Fanny und Alexander                        | Ingmar Bergman                           |
| 1984       | Un dimanche à la campagne                      | Ein Sonntag auf dem Lande                  | Bertrand Tavernier                       |
| 1985       | 乱 (Ran)                                       | Ran                                        | Akira Kurosawa                           |
| 1986       | Le Déclin de l'empire américain                | Der Untergang des amerikanischen Imperiums | Denys Arcand                             |
| 1987       | Mitt liv som hund                              | Mein Leben als Hund                        | Lasse Hallström                          |
| 1988       | Mujeres al borde de un ataque de nervios       | Frauen am Rande des Nervenzusammenbruchs   | Pedro Almodóvar                          |
| 1989       | Une affaire de femmes                          | Eine Frauensache                           | Claude Chabrol                           |
| 1990       | Das schreckliche Mädchen                       | Das schreckliche Mädchen                   | Michael Verhoeven                        |
| 1991       | Hitlerjunge Salomon                            | Hitlerjunge Salomon                        | Agnieszka Holland                        |
| 1992       | 大紅燈籠高高掛 (Dà hóngdēng lóng gāo gāo guà)  | Rote Laterne                               | Zhang Yimou                              |
| 1993       | 霸王别姬 (Bawang bieji)                        | Lebewohl, meine Konkubine                  | Chen Kaige                               |
| 1994       | Trois couleurs: Rouge                          | Drei Farben: Rot                           | Krzysztof Kieślowski                     |
| 1995       | Les roseaux sauvages                           | Wilde Herzen                               | André Téchiné                            |
| 1996       | Badkonake sefid                                | Der weiße Ballon                           | Jafar Panahi                             |
| 1997       | Ponette                                        | Ponette                                    | Jacques Doillon                          |
| 1998       | Festen                                         | Das Fest                                   | Thomas Vinterberg                        |
| 1999       | Todo sobre mi madre*                           | Alles über meine Mutter                    | Pedro Almodóvar                          |
| 2000       | 一一 (Yi yi)                                   | Yi Yi – A One and a Two                    | Edward Yang                              |
| 2001       | 花樣年華 (Huāyàng niánhuá)                     | In the Mood for Love                       | Wong Kar-Wai                             |
| 2002       | Y tu mamá también                              | Y Tu Mamá También – Lust for Life          | Alfonso Cuarón                           |
| 2003       | Cidade de Deus                                 | City of God                                | Fernando Meirelles                       |
| 2004       | La mala educación                              | La mala educación – Schlechte Erziehung    | Pedro Almodóvar                          |
| 2005       | 2046                                           | 2046                                       | Wong Kar-Wai                             |
| 2006       | L'Armée des ombres                             | Armee im Schatten                          | Jean-Pierre Melville                     |
| 2007       | Das Leben der Anderen*                         | Das Leben der Anderen                      | Florian Henckel von Donnersmarck         |
| 2008       | 4 luni, 3 săptămâni și 2 zile                  | 4 Monate, 3 Wochen und 2 Tage              | Cristian Mungiu                          |
| 2009       | L’heure d’été                                  | nicht bekannt                              | Olivier Assayas                          |
| 2010       | Carlos                                         | Carlos – Der Schakal                       | Olivier Assayas                          |
| 2011       | جدایی نادر از سیمین (Jodaeiye Nader az Simin)* | Nader und Simin – Eine Trennung            | Asghar Farhadi                           |
| 2012       | Amour*                                         | Liebe                                      | Michael Haneke                           |
| 2013       | La Vie d’Adèle – Chapitre 1 & 2                | Blau ist eine warme Farbe                  | Abdellatif Kechiche                      |
| 2014       | Ida*                                           | Ida                                        | Paweł Pawlikowski                        |
| 2015       | Timbuktu                                       | Timbuktu                                   | Abderrahmane Sissako                     |
| 2016       | Toni Erdmann                                   | Toni Erdmann                               | Maren Ade                                |
| 2017       | 120 battements par minute                      | 120 BPM                                    | Robin Campillo                           |
| 2018       | Zimna wojna                                    | Cold War – Der Breitengrad der Liebe       | Paweł Pawlikowski                        |
| 2019       | 기생충 (Gisaengchung)*                         | Parasite                                   | Bong Joon-ho                             |
| 2020       | Bacurau                                        | Bacurau                                    | Kleber Mendonça Filho, Juliano Dornelles |
| 2021       | Verdens verste menneske                        | Der schlimmste Mensch der Welt             | Joachim Trier                            |
| 2022       | EO                                             | EO                                         | Jerzy Skolimowski                        |
| 2023       | Anatomie d’une chute                           | Anatomie eines Falls                       | Justine Triet                            |

* = Filmproduktionen, die mit dem Oscar als Bester fremdsprachiger Film des Jahres ausgezeichnet wurden.